# Charles Tordjman
 (janvier 2021).
 (février 2018).
Si vous disposez d'ouvrages ou d'articles de référence ou si vous connaissez des sites web de qualité traitant du thème abordé ici, merci de compléter l'article en donnant les références utiles à sa vérifiabilité et en les liant à la section « Notes et références ».
Charles Tordjman, né le 6 novembre 1947 à Casablanca au Maroc, est un dramaturge, auteur et metteur en scène de pièce de théâtre français.

## Biographie
De 1992 à 2010, il a dirigé le centre dramatique national Nancy-Lorraine, le Théâtre de la Manufacture.
En janvier 2010, Charles Tordjman fonde la Compagnie Fabbrica. En mars 2010, il crée au Grand Théâtre de Luxembourg, Flowers in the mirror de Li Ju-chen avec la troupe de l’opéra de Chengdu, de la province du Sichuan, repris en Chine en 2011.
Il a été plusieurs fois membre du Conseil national du Syndicat national des entreprises artistiques et culturelles, ainsi que représentant de la culture au Ceser (Conseil économique social et environnemental de Lorraine).
- 1972 : il est administrateur, dramaturge  au Théâtre populaire de Lorraine (TPL)
- 1973 : il co-dirige le TPL
- 1991 : il fonde le Centre dramatique de Thionville
- 1992 : il prend la direction du Théâtre de la Manufacture, CDN Nancy-Lorraine[2]
- 1996 : il crée le Festival Passages à Nancy[3]
- 2010 : il crée la Compagnie Fabbrica
- 2011 : il installe le Festival Passages à Metz[4]

Pour le TPL , il écrit :
- 1977 : C'était (mise en scène de Jacques Kraemer), Thionville, Metz, Longwy
- 1979 : Intimité
- 1981 : En revoir (mise en scène de Jeanne Champagne), Freyming-Merlebach, Théâtre de l'Athénée Louis-Jouvet
- 1982 : Le Chantier (mise en scène de Guy Rétoré), Théâtre de l'Est parisien, Paris

## Mises en scène
- 1973 : Arthur Rimbaud au TPL Metz /Théâtre de l'île du Saulcy
- 1973 : Le Retour du Graully (de et avec Jacques Kraemer), Metz, Festival d'Avignon
- 1975 : Histoires de l'oncle Jacob (de et avec Jacques Kraemer)
- 1976 : La Punaise de Vladimir Maïakovski, Metz
- 1978 : Paludes d'André Gide (avec René Loyon), CDN de Normandie de Caen
- 1979 : Intimité de Charles Tordjman, Metz, Thionville, Théâtre de l'Est parisien
- 1979 : Léonie est en avance et Gibier de potence de Georges Feydeau (avec René Loyon), Caen
- 1981 : La Fiancée de l'eau de Tahar Ben Jelloun, Thionville
- 1985 : Le Pain de ménage de Jules Renard, Thionville
- 1985 : Les Nuits et les moments de Crébillon fils, Thionville
- 1985 : La Révolte de Villiers de L'Isle-Adam, Thionville
- 1986 : Les Voies aériennes, Metz, Thionville
- 1986 : L'Amante anglaise de Marguerite Duras, Thionville et USA
- 1987 : Créanciers d'August Strindberg, Théâtre de Gennevilliers, Metz
- 1988 : La Reconstitution de Bernard Noël, Théâtre national de Chaillot, Thionville
- 1989 : Français, un effort… si vous voulez être républicains du marquis de Sade, Théâtre de l'Athénée, Thionville
- 1990 : Saint Elvis de Serge Valletti, Théâtre National de Chaillot, Thionville
- 1990 : Tonkin-Alger d’Eugène Durif, Théâtre Ouvert, Thionville
- 1991 : La Nuit des rois de William Shakespeare, Rodemack, Thionville, Créteil, TNS
- 1992 : Fin de partie de Samuel Beckett, Nancy, Paris Villette, USA, Canada ...
- 1993 : L'Arbre de Jonas d'Eugène Durif, Rome
- 1993 : Adam et Ève de Mikhaïl Boulgakov et Bernard Noël, Festival d'Avignon
- 1994 : Le Médium et Le Téléphone de Gian Carlo Menotti, Metz, Théâtre national de l'Opéra-Comique
- 1995 : Neiges de Nicolas Bréhal, Théâtre du Vieux-Colombier, Cie Française
- 1995 : L'Opéra de quat'sous de Bertolt Brecht et Kurt Weill, Nancy, Théâtre national de Chaillot
- 1995 : Quoi de neuf sur la guerre ?, fragments de Robert Bober, Nancy, La Cartoucherie
- 1997 : Le Misanthrope de Molière, Nancy
- 1997 : Va savoir la vie de François Bon, Nancy, Festival d'Avignon
- 1997 : Le Syndrome de Gramsci de Bernard Noël, Festival d'Avignon, Nancy, Chaillot
- 1998 : Vie de Myriam C. de François Bon, Nancy, Théâtre national de la Colline
- 1998 : L’Appel de la mer, opéra d’Henri Rabaud, Opéra de Nancy
- 1999 : Fariboles de François Rabelais et François Bon, Nancy, Japon
- 1999 : Bastringue à la Gaieté théâtre de Karl Valentin, Nancy
- 1999 : Le Syndrome de Gramsci de Bernard Noël, Théâtre national de Bretagne, Comédie de Reims
- 2000 : Bruit de François Bon, Théâtre Ouvert
- 2001 : Je poussais donc le temps avec l'épaule (temps I) d’après Marcel Proust, Chaillot
- 2001 : Je poussais donc le temps avec l'épaule (temps II) d'après Marcel Proust, Festival d'Avignon
- 2001 : Oncle Vania d'Anton Tchekhov, Nancy
- 2002 : Quatre avec le mort de François Bon, Studio-Théâtre de la Comédie-Française
- 2004 : Daewoo de François Bon - récompensé par un Molière et le Grand Prix de Syndicat de la critique
- 2004 : Je poussais donc le temps avec l'épaule II, d’après Marcel Proust
- 2004 : Der Kaiser von Atlantis de Viktor Ullmann, Opéra de Nancy et Cité de la musique
- 2005 : Le Retour de Sade de Bernard Noël, Théâtre national de la Colline, Théâtre de la Manufacture
- 2005 : Éloge de la faiblesse d'Alexandre Jollien, Théâtre Vidy-Lausanne, Théâtre de la Manufacture
- 2006 : Le Syndrome de Gramsci et La Langue d'Anna de Bernard Noël, Théâtre national de Chaillot, Théâtre Vidy-Lausanne, Théâtre de la Manufacture, Festival d'Avignon, Théâtre de Chaillot
- 2008 : Slogans de Maria Soudaïeva, à partir de Slogans de Maria Soudaïeva et Vociférations d'Antoine Volodine, Théâtre Vidy-Lausanne, Théâtre de la Commune, Théâtre du Nord, Théâtre de la Manufacture
- 2008 : La Langue d'Anna de Bernard Noël, Maison de la Poésie
- 2008 : Vers toi Terre promise. Tragédie dentaire[5] de Jean-Claude Grumberg, Théâtre de la Manufacture, 2009 : Théâtre des Célestins, Théâtre des Treize Vents, Théâtre du Rond-Point, Théâtre Marigny, Grand Prix du syndicat de la critique. Molière du meilleur auteur
- 2009 : Le Tribun de Mauricio Kagel, Opéra national de Lorraine
- 2009 : La Fabbrica d'Ascanio Celestini, Théâtre Vidy-Lausanne, Théâtre des Treize Vents, MC2, Théâtre de la Manufacture, Théâtre de la Ville Paris, Théâtre Marigny
- 2010 : Flowers in the mirror de Li Ruzhen (en), Théâtre du Jorat, Théâtre Nanterre-Amandiers, Grand Théâtre de Luxembourg
- 2012 : Résumons-nous, d'après Alexandre Vialatte, Théâtre ETE Vidy Lausanne, théâtre de la Commune d'Aubervillers, Nancy, Sète, Amiens, Clermont-Ferrand...
- 2012 : Moi je crois pas ! de Jean-Claude Grumberg, Théâtre du Rond-Point, Théâtre Édouard VII, théâtres d'Aix, de Nice
- 2013 : Votre maman de Jean-Claude Grumberg, Théâtre Ouvert / France Culture
- 2013 : Un beau matin, Aladin adaptation de Les Mille et Une Nuits, Théâtre du Jeu de Paume ...
- 2014 : Présences de  Frédéric Géa, Faculté de droit de Nancy -  Université de Lorraine
- 2014 : Galilée le mécano de Marco Paolini, Théâtre ETE Vidy Lausanne
- 2015 : Pour en finir avec la question juive de Jean-Claude Grumberg, Théâtre Antoine (Paris)
- 2015 : Monologue du Nous de Bernard Noël à la Maison des Métallos
- 2016 : Votre maman de Jean-Claude Grumberg au théâtre de l'Atelier
- 2016 : La Révolte de Villiers de l'Isle-Adam, théâtre Montparnasse
- 2017 : Douze hommes en colère de Reginald Rose, au théâtre Hébertot[6]
- 2017 : Vêtir ceux qui sont nus de Luigi Pirandello au Théâtre de Luxembourg
- 2017 : Quoi de neuf sur la guerre de Robert Bober, au 55 rue des Ponts (Nancy)
- 2017 : Je poussais donc le temps avec l'épaule d'après Marcel Proust au Théâtre de la Ville (Paris)
- 2018 : En garde à vue, adaptation de Francis Lombrail au Théâtre Hébertot
- 2019 : La Plus Précieuse des marchandises de Jean-Claude Grumberg au Théâtre du Jeu de Paume d'Aix-en-Provence
- 2021 : La plus précieuse des marchandises de JC Grumberg au Théâtre du Rond et en tournée nationale
- 2023: Pauline & Carton  à la Scala Avignon et la Scala Paris
- 2024: Pauline & Carton à la Scala Paris , "12 hommes en colère" à Hébertot
- 2025: Pauline&Carton: Artistic Athévains / "12 hommes en colère" à Hébertot
- 2025: Mise en espace de"125 et des milliers"  récits sur les violences sexuelles et Féminicides/  Faculté de droit de Nancy
- 2025: Pauline&Carton obtient le Molière du meilleur "Seul.e" en scène